# École supérieure d'électricité
La École supérieure d'électricité (Supélec, Scuola superiore per elettricisti) è un'università francese, grande école d'Ingegneria istituita nel 1894, situata a Gif-sur-Yvette, Metz e Rennes.

## Didattica
Si possono raggiungere i seguenti diplomi: 
- Ingénieur Supélec (Supélec Graduate ingegnere Master)
- Laurea magistrale, Master ricerca & Doctorat (PhD studi di dottorato)
- Laurea specialistica, Master specializzati (Mastère MS Spécialisé)
- MOOC.

## Doppie lauree Supélec
Il programma T.I.M.E. (Top Industrial Managers for Europe) è un progetto di doppia laurea dedicato a tutti gli studenti di ingegneria.
Si può sostituire il primo oppure il secondo anno di Laurea Magistrale di Ingegneria con due anni di permanenza nella Supélec. Al conseguimento della Laurea Magistrale, lo studente ottiene anche il titolo Master rilasciato dalla Supélec.